# Witrugmees
De witrugmees (Melaniparus leuconotus; synoniem: Parus leuconotus) is een zangvogel uit de familie Paridae (mezen).

## Verspreiding en leefgebied
Deze soort komt voor in Eritrea en Ethiopië.

## Status
Er is maar weinig over deze vogel bekend. Aangenomen wordt dat de populatie licht daalt door habitatverlies. Op de Rode lijst van de IUCN heeft deze soort de status niet bedreigd.